# Římskokatolická církev ve Slovinsku

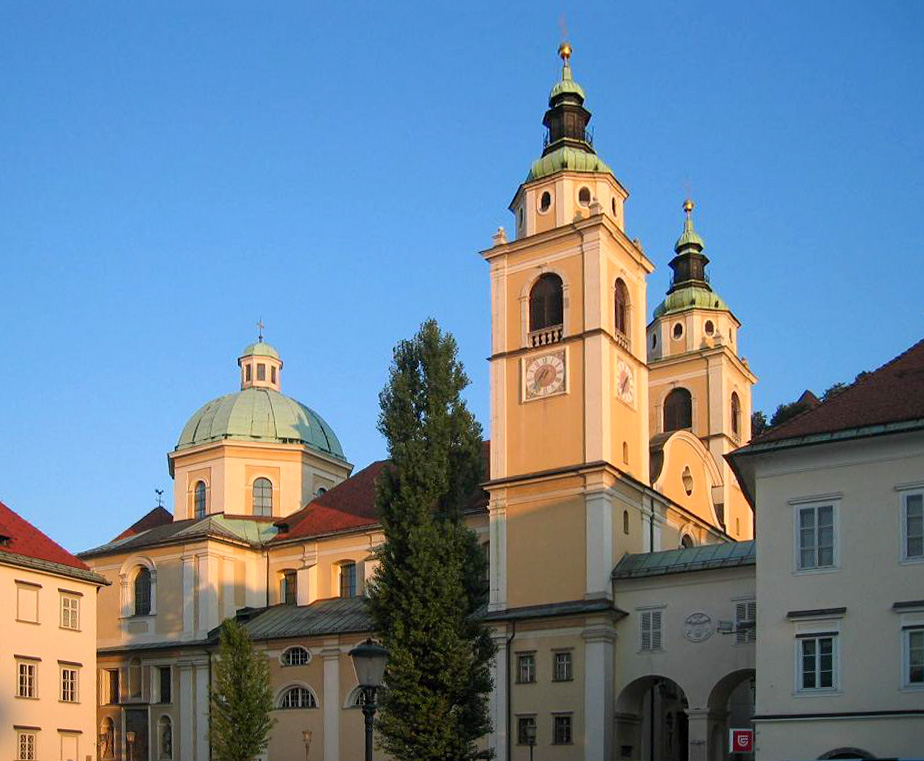
Katedrála sv. Mikuláše v Lublani

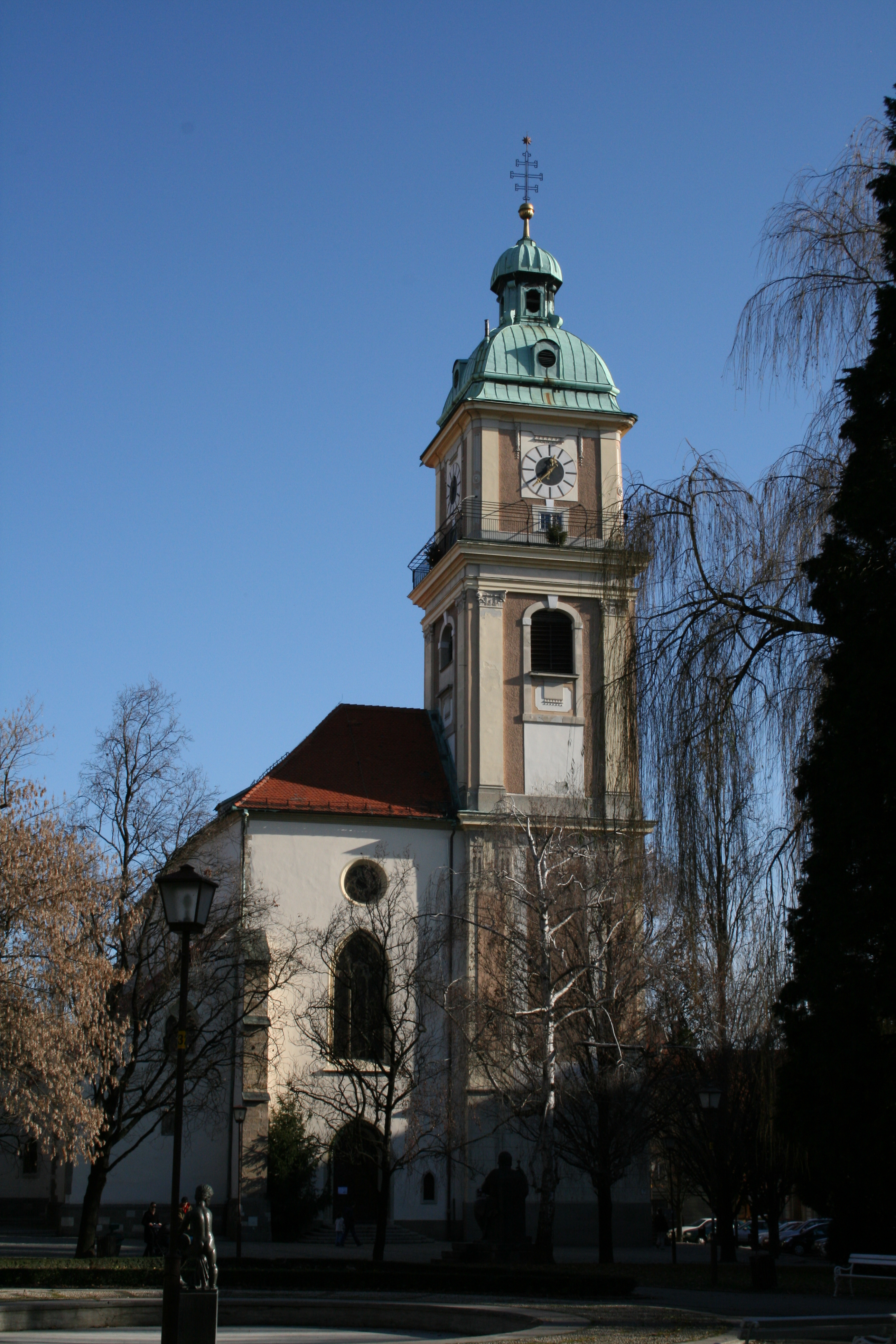
Katedrála v Mariboru

Římskokatolická církev je největší náboženskou organizací ve Slovinsku. Při posledním sčítání lidu se k ní přihlásilo 57,8 % obyvatel. Svatý stolec je u slovinské vlády reprezentován apoštolským nunciem.
V roce 2013 se katolická církev ve Slovinsku dostala kvůli špatné finanční správě a dluhům ve výši 800 milionů eur (téměř 21 miliard korun) na pokraj bankrotu. Dluhy vznikly při správě dvou fondů financovaných z hypoték na církevní nemovitosti, které církvi předal stát. Duchovní, zejména z arcidiecéze v Mariboru, kupovali podíly v řadě firem různého zaměření včetně finančních institucí nebo pivovarů.
V srpnu 2013 papež František jediné dva arcibiskupy v zemi – z arcidiecézí v Lublani a Mariboru – odvolal.

## Struktura
Na území Slovinska jdou vytyčeny dvě církevní provincie, každá se skládá z jedné arcidiecéze a dvou sufragánních diecézí. Toto uspořádání platí od roku 2006 (předtím existovala pouze jedna provincie s jednou arcidiecézí (lublaňskou) a dvěma diecézemi (koperskou a mariborskou).
- arcidiecéze lublaňská
  - diecéze koperská
  - diecéze novomestská

- arcidiecéze mariborská
  - diecéze celjská
  - diecéze murskosobotská